# 臧僖伯
臧僖伯（？—前718年），姬姓，臧孙氏，名彄，谥僖，又被称为公子彄，是鲁孝公之子，中国春秋時期鲁国政治人物，臧孙氏始祖。鲁隐公五年（前718年）春，鲁隐公到棠地观看渔夫捕鱼，臧僖伯劝谏他。十二月辛巳，臧僖伯去世。
| 前任： — | 鲁国臧孙氏宗主 | 繼任： 子臧哀伯臧孙达 |